# Nagypéntek

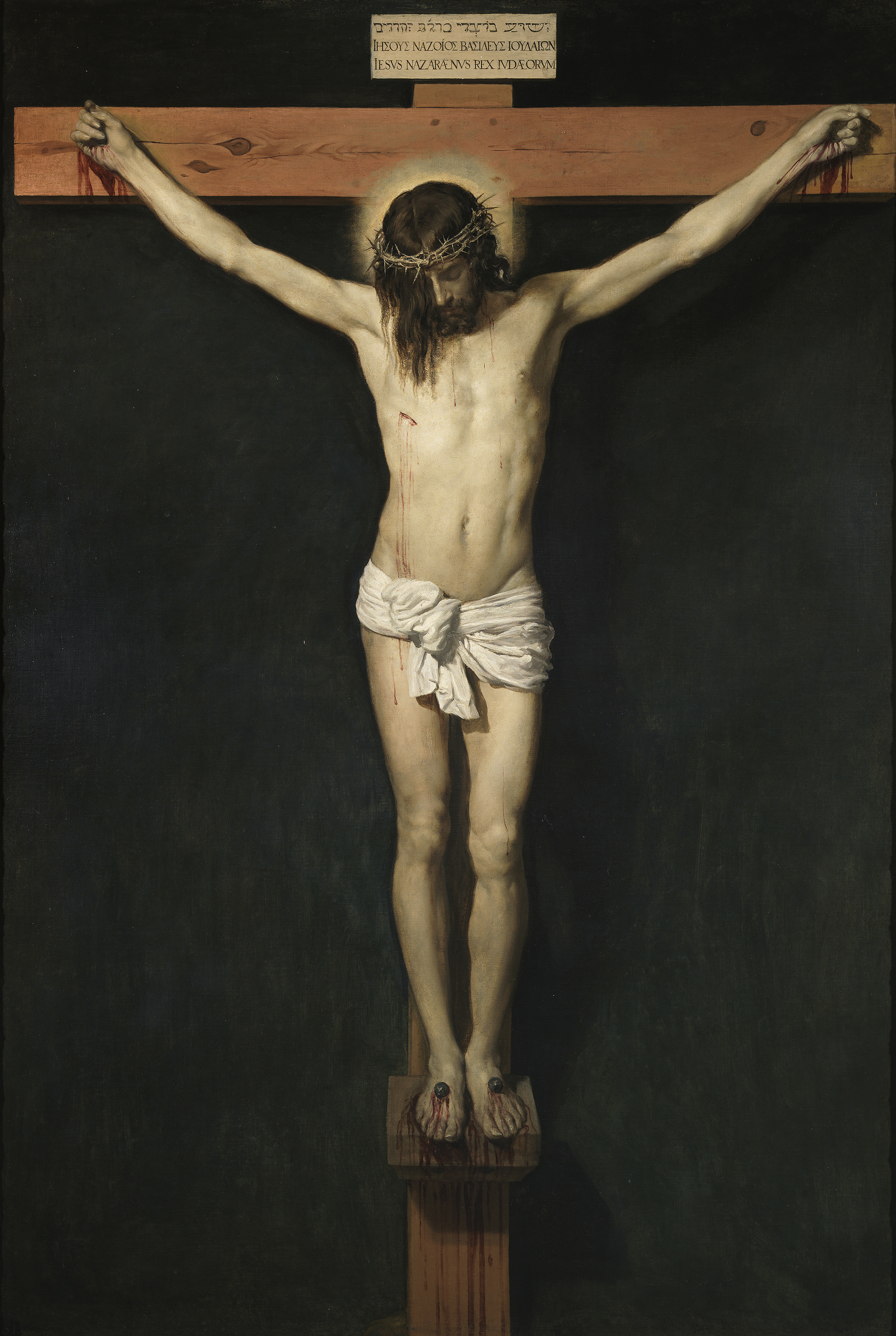
Jézus Krisztus a kereszten, Diego Velázquez (1599–1660) festménye

A nagypéntek a keresztény liturgiában a húsvét előtti péntek. A húsvét előtti 2. és a farsangi időszak vége utáni 45. nap. Ezen a napon emlékeznek meg Jézus Krisztus kínszenvedéséről, kereszthaláláról és temetéséről, a liturgiában a húsvéti szent háromnap (Sacrum Triduum Paschale) második napja. A nap Magyarországon 2017 óta munkaszüneti nap, dátuma március 20-tól április 23-áig változhat.

## Jézus halálának lehetséges időpontja

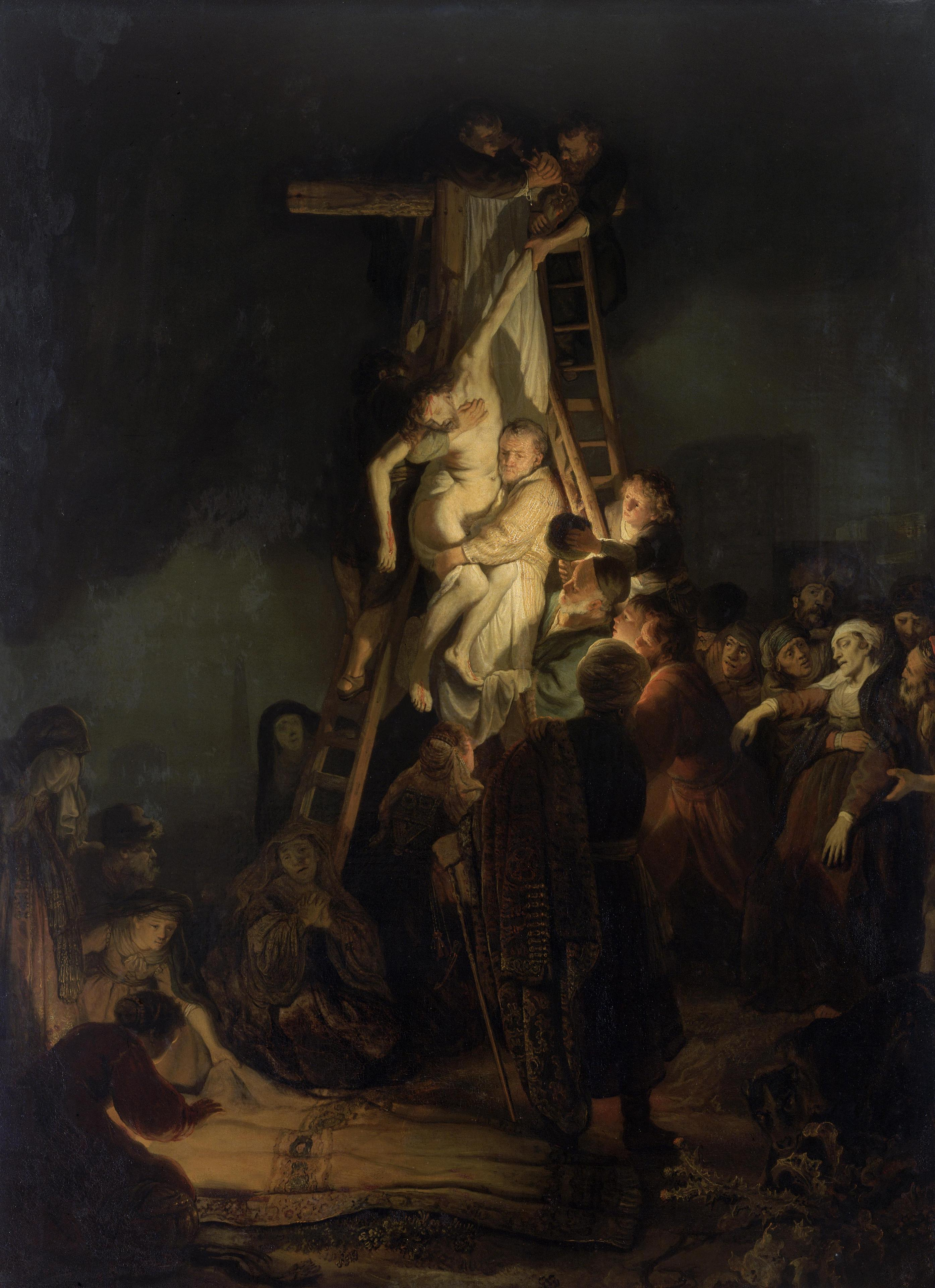
Rembrandt: Levétel a keresztről, Ermitázs, Szentpétervár

Az evangéliumok és egyéb korabeli források alapján az időpont meghatározása nem egyszerű feladat. Sokan úgy gondolták, hogy Jézus egy áprilisi péntek este halt meg, amikor a Dél Keresztje csillagkép látható volt az égbolt alján Jeruzsálemtől délre. Ez azonban a precesszió miatt nem lehetséges. Egy lehetséges időpont Kr. u. 33., április 3. Ezen a napon részleges holdfogyatkozás is volt.
A pontos dátum kiszámítását problémássá teszi a szinoptikus evangéliumok és János evangéliumának beszámolói közötti látszólagos eltérések. Az előzőek leírása szerint az utolsó vacsora egyértelműen a zsidó húsvéti bárány elfogyasztását jelentette (az egyiptomi kivonulás emlékezetére), amit a zsidók az év első hónapjának 14. napján, csütörtök este (a zsidó napok naplementétől naplementéig tartanak) azaz a zsidó Nisan hónap 15-én tartották. A másnapi keresztre feszítés így még mindig Nisan 15-én, de már pénteken történt. János azonban úgy írja le ezt a történetet, hogy az arimátiai József – Pilátus engedélyével – Jézus holttestét még az ünnepi előkészületek előtt helyezte el a közeli saját új sírjába (Jn,19:42), ami azt jelenti, hogy az utolsó vacsorát legkésőbb a zsidó húsvét előtti estén tartotta Jézus tanítványaival. Ennek az ellentmondásnak a feloldására számos kísérlet történt, de a (Jn,13:1 alapján) legvalószínűbb magyarázatnak az tűnik, hogy Jézus tudta, hogy eljött az utolsó órája és emiatt az utolsó vacsorát előbbre hozta keddre vagy szerdára (ilyen módon több idő juthatott a keresztre feszítés előtti eseményekre is).
Ez egybeesik azon zsidó időszámítással, mely a pészah ünnepének minden napját szombatnak nevezi. Ezért a keresztrefeszítés ideje eshetett éppen szerdára is, amely után kétnapos ünnep következett, majd egy naptári szombati nap. Így valósul meg az az állítás is, hogy Jézus három napon és három éjjel volt a halál állapotában, majd ezt követően, a negyedik nap hajnalban, vasárnap még sötétben, feltámadt.

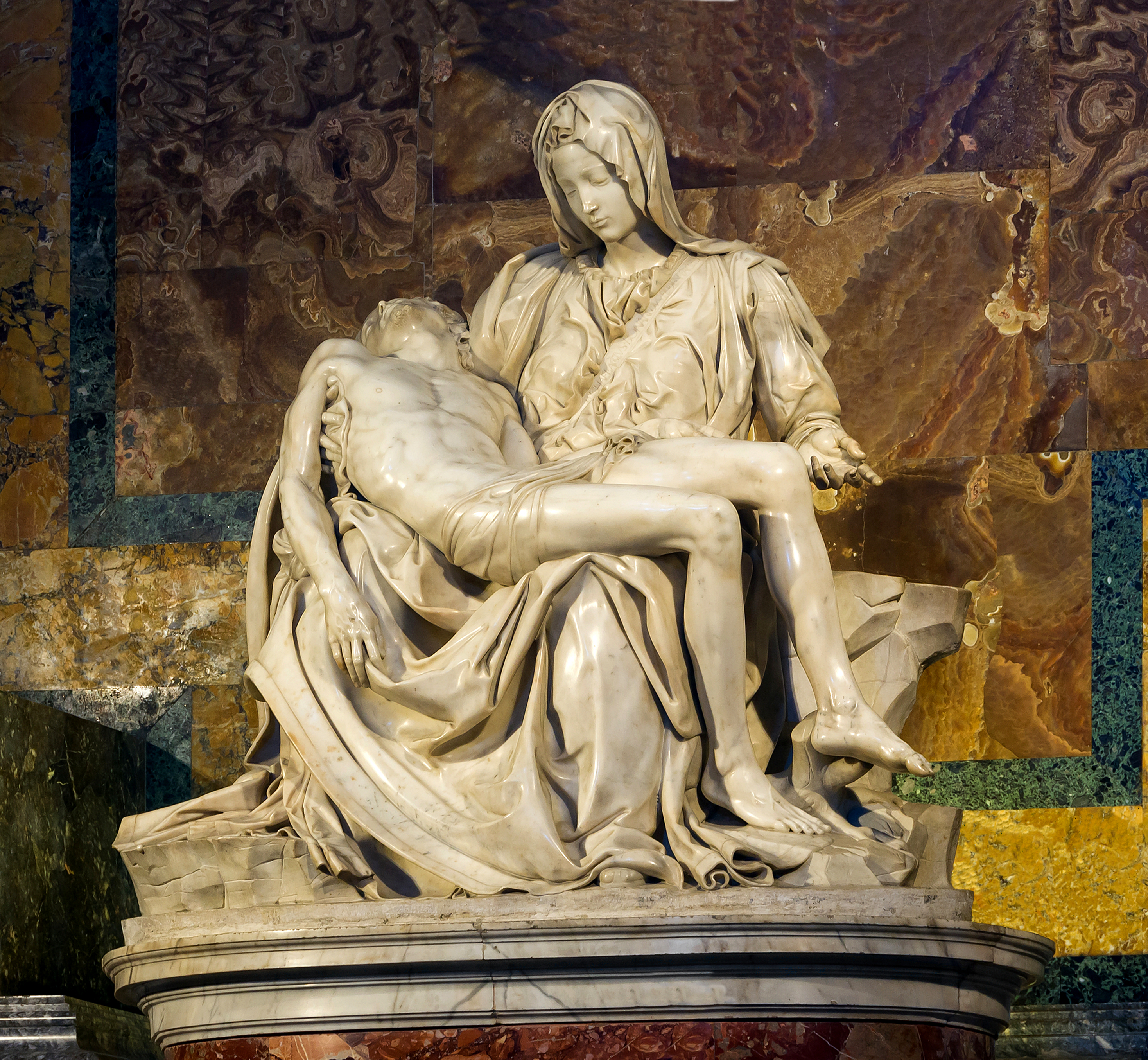
Michelangelo Pietàja: Mária a halott Jézussal

A fontos egyetértés az evangéliumok között az a tény, hogy a keresztre feszítés Poncius Pilátus kormányzása idején történt Kr. u. 26 és 36 között. Ebben az időszakban Nisan 14-e (János alapján) csak 27-ben, 30-ban, 33-ban és 36-ban esett péntekre. Érvek szólnak mindezen évek mellett: Lukács evangéliuma megemlíti, hogy Jézus körülbelül 30. évében, Keresztelő Szent János pedig Tiberius császár uralkodásának 15. évében kezdte el nyilvános munkásságát. Ha elfogadjuk az i. e. 6-ot Jézus születési évének, akkor ez a nyilvános működés kezdetét Jézus esetében Kr. u. 26-ra teszi, Keresztelő Szent János esetében pedig Kr. u. 29-re. (Tiberius Kr. u. 14-ben lett császár), azaz túl késő Jézushoz viszonyítva (mivel János evangéliuma három különböző húsvétot említ meg Jézus nyilvános élete során). Emiatt a keresztre feszítés idejét Kr. u. 33-ra kell tennünk. Emellett szól az az érvelés is, miszerint Seianusnak a zsidók elnyomatására vonatkozó rendeléseit Seianus halála után, Kr. u. 32-ben Tiberius eltörölte (ami jó magyarázatot adhat arra, hogy Pilátus miért engedett akarata ellenére a Jézus kivégzését követelő zsidóknak). Ha azonban elfogadjuk azt, hogy Tiberius uralkodását sokan Augustus császár halála előtti hatalmával kezdik (Kr. u. 11), akkor Keresztelő Szent János munkásságának kezdetét Kr. u. 26-ra lehet tenni, ami Jézus halálának legvalószínűbb időpontját Kr. u. 30. április 7-ére teszi. Tekintettel azonban arra a tényre, hogy a zsidók időszámításukat a Nap és a Hold járására alapozták, dátumaikat holdfázisokban fejezték ki, és a mai naptárakat csak a Kr. u. 5. században kezdték el számításokra alapozni, a korábbi dátumokat, és hogy azok a hét melyik napjára estek, pontosan meghatározni csaknem lehetetlen.

## Katolikus liturgia

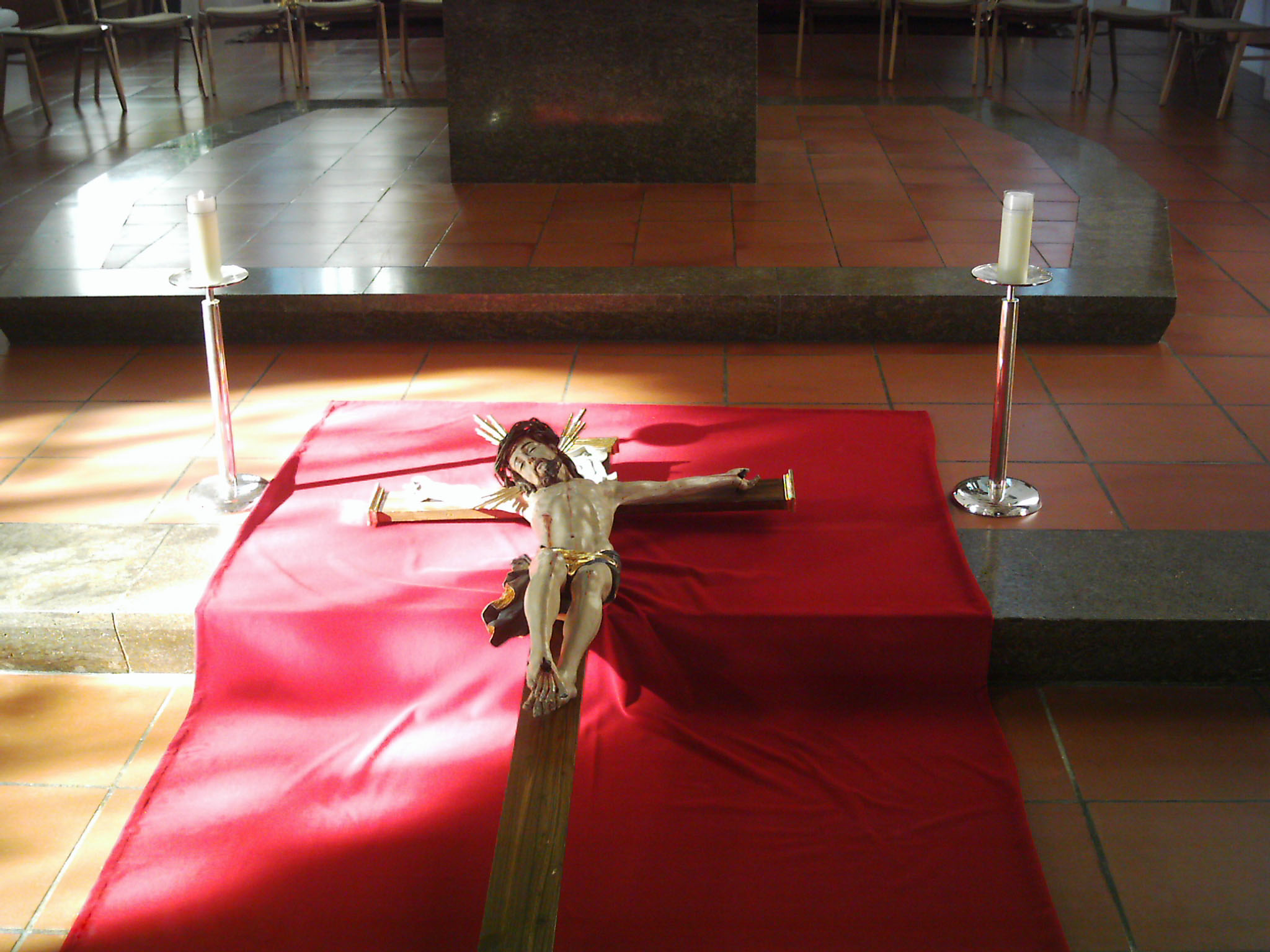
Nagypéntek, a feszület az oltár elé helyezve, Tannheim, Baden-Württemberg, Németország

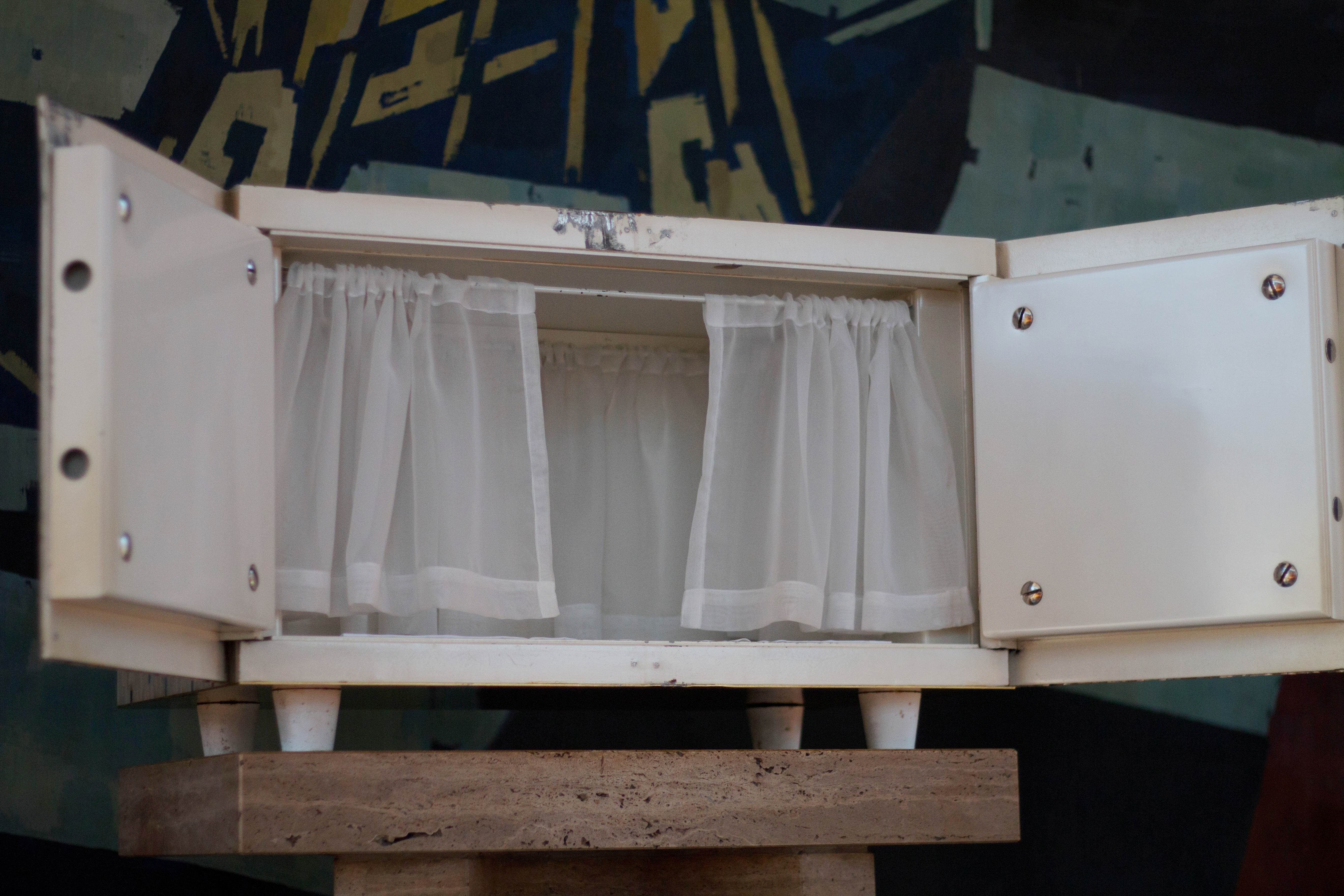
Nagypénteken a papság és a segítők az üres oltárszekrény (tabernákulum) előtt arcra borulnak

Nagypénteken a római katolikus egyházban nem mutatnak be teljes szentmisét, mert a katolikus hagyomány szerint ezen a napon maga Jézus, az örök főpap mutatja be az áldozatot. A nagypénteki szertartásból ennek megfelelően az átváltoztatás (konszekráció) kimarad, csak igeliturgia van, áldoztatással. Erre utal a nagypénteki szertartás elterjedt elnevezése a csonka mise is. A nagypénteki szertartás három fő része: az igeliturgia (olvasmányokkal és egyetemes könyörgésekkel), a kereszt előtti hódolat és a szentáldozás.
A pap a szertartást piros ornátusban végzi – a piros a vértanúság liturgikus színe. A papság és a segítők teljes csendben vonulnak be a templomba, s az üres oltárszekrény (tabernákulum) előtt arcra borulnak. Ezt követi az igeliturgia: az olvasmány Isten szenvedő szolgájáról szól, majd a szentlecke után János evangéliumából olvassák fel vagy éneklik el Jézus szenvedéstörténetét, a passiót. Ezután következnek ünnepélyes formában az egyetemes könyörgések. Majd körmenetben behozzák a keresztet, amely előtt tisztelegve minden hívő kifejezheti háláját és imádatát a megfeszített Krisztus iránt. Az igeliturgiát áldoztatás követi, a nagycsütörtöki misén konszekrált kenyérrel. A szertartást egyszerű könyörgés zárja, nincs áldás, nincs elbocsátás.

## Dátuma (2010–2040)
- 2010: április 2.
- 2011: április 22.
- 2012: április 6.
- 2013: március 29.
- 2014: április 18.
- 2015: április 3.
- 2016: március 25.
- 2017: április 14.
- 2018: március 30.
- 2019: április 19.
- 2020: április 10.
- 2021: április 2.
- 2022: április 15.
- 2023: április 7.
- 2024: március 29.
- 2025: április 18.
- 2026: április 3.
- 2027: március 26.
- 2028: április 14.
- 2029: március 30.
- 2030: április 19.
- 2031: április 11.
- 2032: március 26.
- 2033: április 15.
- 2034: április 7.
- 2035: március 23.
- 2036: április 11.
- 2037: április 3.
- 2038: április 23.
- 2039: április 8.
- 2040: március 30.

A dőlt betűs szedés azokat az éveket és dátumokat jelöli, amikor még Magyarországon nem volt a nagypéntek munkaszüneti nap.